# 汉德维特
汉德维特（德語：Handewitt）是德国石勒苏益格－荷尔斯泰因州的一个市镇。总面积77.72平方公里，总人口10867人，其中男性5412人，女性5455人（2011年12月31日），人口密度140人/平方公里。